# 마유산로
마유산로(Mayusan-ro)는 경기도 양평군 양평읍 양근리사거리 양평군 양평읍를 잇는 도로이다.

## 주요 경유지
경기도
- 양평군 (양평읍 . 옥천면)

## 노선 경로
| 이름          | 접속 노선                   | 경유지 | 경유지 | 비고 |
| ------------- | --------------------------- | ------ | ------ | ---- |
| 양근리사거리  | 양근로                      | 양평군 | 양평읍 |      |
| 관문삼거리    | 중앙로                      | 양평군 | 양평읍 |      |
| 상평 교차로   | 국도 제6호선 (경강로)       | 양평군 | 양평읍 |      |
| 백현교        |                             | 양평군 | 양평읍 |      |
| 백현사거리    | 고읍로                      | 양평군 | 양평읍 |      |
| 잦고개        |                             | 양평군 | 양평읍 |      |
| 동촌삼거리    | 신복길                      | 양평군 | 옥천면 |      |
| 복동삼거리    | 신촌길                      | 양평군 | 옥천면 |      |
| 중미산삼거리  | 지방도 제357호선 (중미산로) | 양평군 | 옥천면 |      |
| 유명로와 직결 |                             |        |        |      |

## 주요건물및 시설
- 양평군보건소 (마유산로 17/양근리 533-1)
- SK에너지 양근주유소 (마유산로 67/양근리 51-1)
- 세븐일레븐 양평신애리점 (마유산로 244/신애리 558-1)
- S-OIL 신애주유소 (마유산로 324/신애리 477-2)
- 농협 양평농협 옥천주유소 (마유산로 454/용천리 859)
- HD현대오일뱅크 형제주유소 (마유산로 581/신복리 838-1)